# Riccardo Freda
Riccardo Freda (ur. 24 lutego 1909 w Aleksandrii, zm. 20 grudnia 1999 w Rzymie) – włoski reżyser i scenarzysta.

## Życiorys i kariera
Początkowo zajmujący się innymi dziedzinami sztuki, Freda trafił do filmu w 1937, gdy powstał pierwszy film według jego scenariusza. W 1942 rozpoczął karierę reżyserską. Początkowo tworzył filmy przygodowe, m.in. Czarny orzeł (1946). Od lat 50. wyreżyserował liczne filmy kostiumowe z gatunku peplum, do których należy m.in. Teodora, cesarzowa bizantyjska (1954), w którym główną rolę zagrała jego żona Gianna Maria Canale (grała też w kilku innych jego filmach). Największy rozgłos przyniosły mu horrory, takie jak L'orribile segreto del Dr. Hichcock (1962) (początkowo współpracował przy horrorach z Mario Bavą). Tworzył także filmy z innych gatunków, w tym western La morte non conta i dollari. Jego filmy zdobywały dużą popularność i odnosiły komercyjne sukcesy. Wielokrotnie posługiwał się pseudonimami, m.in. Robert Hampton. Niekiedy pełnił też funkcję producenta lub był aktorem. W 1981 zakończył karierę, jednak w latach 90. współuczestniczył w realizacji filmu Córka d’Artagnana, który początkowo miał reżyserować.

## Filmografia
Freda pisał scenariusze i reżyserował wiele włoskich filmów:
- 1938: Fuochi d’artificio – scenariusz
- 1939: Il cavaliere di San Marco – scenariusz
- 1939: Il barone di Corbò – scenariusz
- 1939: In campagna è caduta una stella – scenariusz
- 1939: Piccoli naufraghi – scenariusz, montaż
- 1940: Cento lettere d’amore – scenariusz
- 1941: Caravaggio, il pittore maledetto – scenariusz
- 1941: L'Avventuriera del piano di sopra – scenariusz, montaż
- 1942: Don Cesare di Bazan – reżyseria, scenariusz
- 1945: Tutta la città canta – reżyseria, scenariusz, montaż
- 1945: L'abito nero da sposa – scenariusz
- 1945: 07... Tassì – montaż
- 1946: Czarny orzeł (Aquila nera) – reżyseria, scenariusz
- 1948: Guarany – reżyseria
- 1948: Il cavaliere misterioso – reżyseria, scenariusz
- 1948: Nędznicy (I miserabili) – reżyseria, scenariusz
- 1949: O Caçula do Barulho – reżyseria, scenariusz
- 1949: Il conte Ugolino – reżyseria
- 1949: Syn d’Artagnana (Il figlio di d’Artagnan) – reżyseria, scenariusz
- 1951: Vedi Napoli e poi muori – reżyseria
- 1951: La vendetta di Aquila Nera – reżyseria, scenariusz
- 1951: Il tradimento – reżyseria, scenariusz
- 1952: La leggenda del piave – reżyseria
- 1953: Spartaco – reżyseria
- 1954: Teodora, cesarzowa bizantyjska (Teodora, imperatrice di Bisanzio) – scenariusz
- 1955: Da qui all'eredità – reżyseria, scenariusz
- 1956: Beatrice Cenci – reżyseria
- 1956: Wampiry (I Vampiri) – reżyseria, scenariusz
- 1957: Agguato a Tangari – reżyseria, scenariusz
- 1959: Pod znakiem Rzymu (Nel segno di Roma) – reżyseria
- 1959: Biały diabeł (Agi Murad il diavolo bianco) – reżyseria, montaż
- 1959: Caltiki – nieśmiertelny potwór (Caltiki - il mostro immortale) – reżyseria
- 1960: I giganti della Tessaglia – reżyseria, scenariusz
- 1961: Maciste na dworze wielkiego Chana (Maciste alla corte del Gran Khan) – reżyseria
- 1961: Caccia all'uomo – reżyseria
- 1961: Mongołowie (I mongoli) – reżyseria
- 1962: Maciste all'inferno – reżyseria
- 1962: L'orribile segreto del Dr. Hichcock – reżyseria
- 1962: Le sette spade del vendicatore – reżyseria
- 1963: Oro per i Cesari – reżyseria
- 1963: Il magnifico avventuriero – reżyseria
- 1963: Lo spettro – reżyseria, scenariusz
- 1964: Romeo i Julia (Giulietta e Romeo) – reżyseria, scenariusz
- 1964: Genoveffa di Brabante – scenariusz
- 1965: Dwie sieroty (Les deux orphelines) – reżyseria, scenariusz
- 1965: Coplan FX 18 casse tout – reżyseria
- 1966: Roger la Honte – reżyseria
- 1966: Agente 777 missione Summergame – reżyseria
- 1967: Entre las redes – reżyseria
- 1967: La morte non conta i dollari – reżyseria, scenariusz
- 1969: A doppia faccia – reżyseria, scenariusz
- 1970: La Salamandra del deserto – reżyseria, scenariusz
- 1971: L'iguana dalla lingua di fuoco – reżyseria, scenariusz, montaż
- 1972: Estratto dagli archivi segreti della polizia di una capitale europea – reżyseria
- 1979: Superhuman – reżyseria
- 1981: L'ossessione che uccide – reżyseria, scenariusz